# Федорченко Євген Іванович
Євге́н Іва́нович Федо́рченко  (21 червня 1946, Нижанковичі — 13 січня 2022, Львів) — український актор, Народний артист України (2006). Батько актора Олеся Федорченка.

## Життєпис і творчість
Народився 21 червня 1946 року в селищі міського типу Нижанковичі, районному центрі в Дрогобицькій області (нині Добромильська міська територіальна громада Самбірського району Львівської області). У 1963 році закінчив Нижанковицьку середню школу. Відразу після закінчення школи вступив до Самбірського культурно-освітнього училища на диригентський факультет і закінчив його в 1967 році. Того ж року вступив до Київського національного університету театру, кіно і телебачення імені Івана Карпенка-Карого, який закінчив у 1971 році. Актор Львівського національного академічного драматичного театру імені Марії Заньковецької. Зіграв понад 100 ролей у театрі й кіно. Перебував на гастролях у Великій Британії, Австралії, Польщі, Німеччині, Бельгії, Франції, Канаді, США, Італії, Росії, Казахстані, Вірменії, Грузії, об'їздив усю Україну.
10 вересня 1992 року отримав почесне звання Заслужений артист України (за значний особистий внесок у розвиток українського мистецтва, високу професійну майстерність). 20 січня 2006 року отримав почесне звання Народний артист України, а у 2007 році — звання «Майстер сцени». Протягом років був нагороджений багатьма пам'ятними медалями, дипломами, грамотами.
Писав вірші, усмішки, п'єси. У 2010 році видав збірку власних текстів  "Я так думаю''.

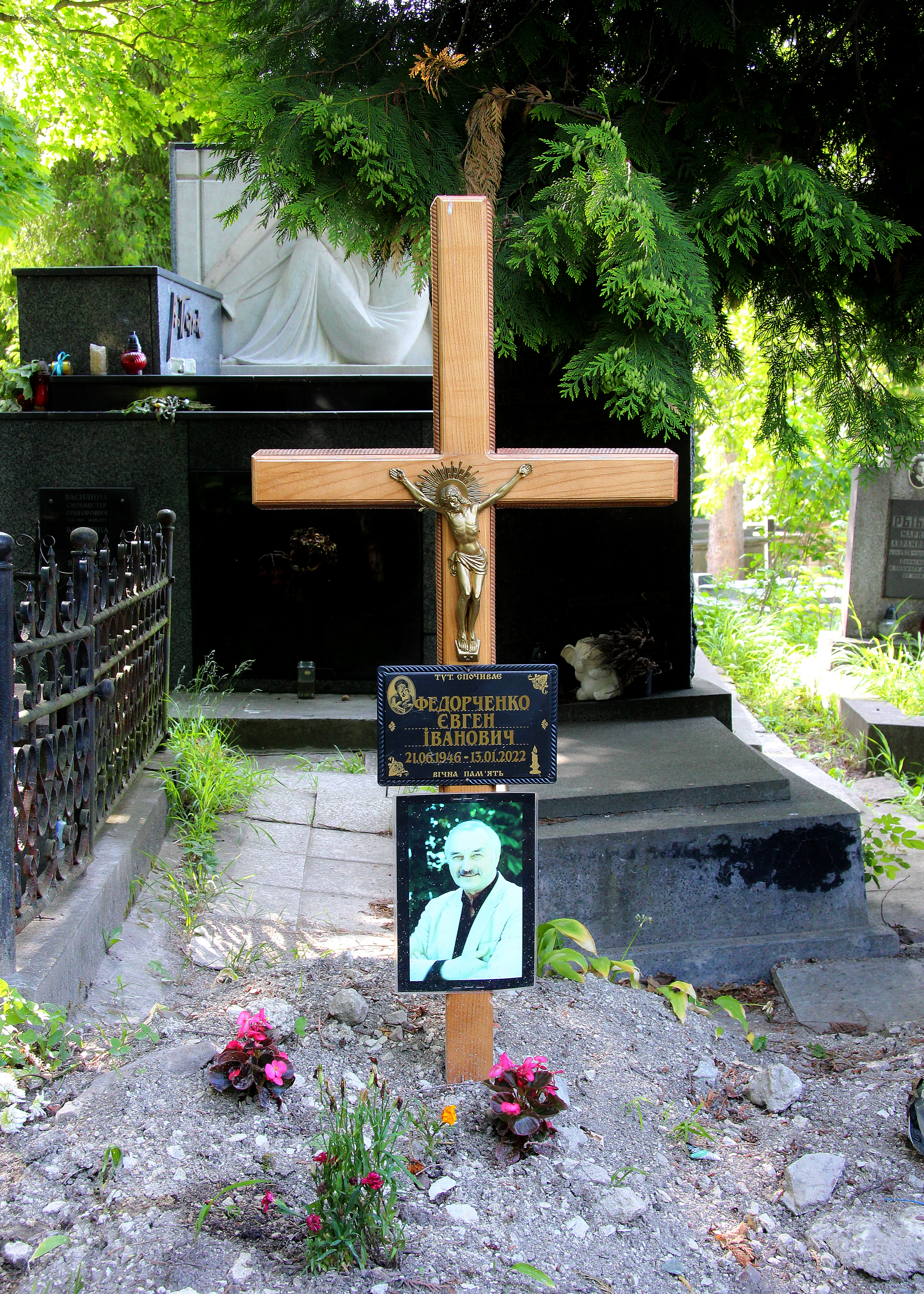
Могила Євгена Федорченка на 69 полі Личаківського цвинтаря

Помер 13 січня 2022 року у віці 75 років у Львові. Прощання з актором відбулося 14 січня у фоє театру імені Заньковецької, а поховали його на 69 полі Личаківського цвинтаря.